# 조영일
조영일(曺泳日, 1973년 ~ )은 대한민국의 문학평론가, 번역가, 출판기획자다. 2006년 《문예중앙》에 ｢비평의 빈곤: 유종호와 무라카미 하루키｣를 발표하면서 비평활동을 시작했다. 《가라타니 고진 컬렉션》의 기획번역자이며, 《현대철학사전》(전5권), 《다자이 오사무 전집》(전10권)을 기획했고, 《가라타니 고진 라이브러리》(비고), 세이료인 류스이의 《JDC 사가》, 《하스미 시게히코 라이브러리》 등을 기획출판하고 있다.

## 활동
- 인문학카페인 <비평고원>의 운영자로 활동했다.인문학 강호를 뒤흔든 비평의 강호
- <근대문학의 종언> 논쟁에 참여했다.이젠 ‘그들만의 문학’…근대문학은 끝났다
- 신형철의 첫평론집 《몰락의 에티카》를 비판한 바 있다.몰락의 에티카? 한국문학 몰락 징조
- 소설가 김영하와 '예술가의 생존'이라는 문제로 논쟁을 벌였다.‘예술가의 생존’ 논쟁 인터넷 절필로 중단
- 일본의 문예지 《문학계》(2016년 7월호)에 《세계문학의 구조》의 제4장이 <한국인은 시바 료타로를 어떻게 읽는가(韓国人は司馬遼太郎をどう読むか)>라는 제목으로 소개되어 일본평단의 주목을 받았다.
- 아즈마 히로키가 편집하는 《겐론4 현대일본의 비평 3》에 <가라타니 고진과 한국문학 재고(柄谷行人と韓国文学再考)>라는 글을 게재했다.
- 일본의 문예지 《스바루》(2017년 2월호)와 <문학으로부터 자유롭게 되다>라는 인터뷰를 했다. 보관됨 2019-01-19 - 웨이백 머신
- 일본의 문예지 《문학계》(2020년 3월호)에 <실험으로서의 비평>이라는 글을 게재했다.
- 일본의 문예지 《스바루》(2020년 6월호)에 <한국문학의 구조>라는 글을 게재했다.

## 저서

### 비평집
- 《가라타니 고진과 한국문학》(2008)
- 《한국문학과 그 적들》(2009)
- 《세계문학의 구조》(2011)
- 《직업으로서의 문학》(2017)
- 《한국문학의 구조》(2022)

### 일본어로 번역된 저서
- 《世界文学の構造 - 韓国から見た日本近代文学の起源》(岩波書店, 2016)
- 《柄谷行人と韓国文学》(インスクリプト, 2019)

### 공저
- 《현대정치사상의 모험》
- 《비평고원10》
- 《세계문학의 가장자리에서》
- 《가능한 인문학》

### 번역서
- 가라타니 고진, 《언어와 비극》
- 가라타니 고진, 《근대문학의 종언》
- 가라타니 고진, 《세계공화국으로》
- 가라타니 고진, 《역사와 반복》
- 가라타니 고진, 《네이션과 미학》
- 가라타니 고진, 《정치를 말하다》
- 가라타니 고진, 《문자와 국가》
- 가라타니 고진, 《세계사의 구조》
- 가라타니 고진, 《자연과 인간》
- 가라타니 고진, 《철학의 기원》
- 아즈마 히로키, 《존재론적, 우편적》
- 가라타니 고진, 《제국의 구조》
- 히라노 게이치로, 《쇼팽을 즐기다》
- 가라타니 고진, 《헌법의 무의식》
- 가라타니 고진, 《세계사의 실험》(2021, 비고)
- 가라타니 고진, 《하루키의 풍경》(2022, 비고)
- 가라타니 고진, 《힘과 교환양식》(2023, 비고)
- 가라타니 고진, (개정결정판)《세계사의 구조》(2024, 비고)